# Lisi Kąt
Lisi Kąt este o arie protejată (sit de importanță comunitară — SCI) din Polonia întinsă pe o suprafață de 1.061,33 ha, integral pe uscat.

## Localizare
Centrul sitului Lisi Kąt este situat la coordonatele 53°04′08″N 17°30′05″E / 53.0689°N 17.5014°E.

## Înființare
Situl Lisi Kąt a fost declarat sit de importanță comunitară în octombrie 2009 pentru a proteja 1 specie de plante și 2 specii de animale.

## Biodiversitate
Situată în ecoregiunea continentală, aria protejată conține 7 habitate naturale: Lacuri eutrofice naturale cu vegetație de tip Magnopotamion sau Hydrocharition, Pajiști calcaroase din nisipuri xerice, Pajiști cu Molinia pe soluri calcaroase, turboase sau argilos-nămoloase (Molinion caeruleae), Fânețe de joasă altitudine (Alopecurus pratensis, Sanguisorba officinalis), Mlaștini alcaline, Păduri aluvionare cu Alnus glutinosa și Fraxinus excelsior (Alno-Padion, Alnion incanae, Salicion albae), Păduri mixte riverane de Quercus robur, Ulmus laevis și Ulmus minor, Fraxinus excelsior sau Fraxinus angustifolia, de-a lungul marilor râuri (Ulmenion minoris).
La baza desemnării sitului se află mai multe specii protejate:
- plante (1): Angelica palustris
- amfibieni (1): buhai de baltă cu burta roșie (Bombina bombina)
- mamifere (1): castor (Castor fiber)